# Paula Barceló
Paula Sandra Barceló Martín (Palma de Mallorca, 13 de marzo de 1996) es una deportista española que compite en vela en las clases Optimist, 470 y 49er FX.
Forma parte del equipo español de Sail GP.
Ganó dos medallas en el Campeonato Mundial de 49er, oro en 2020 y bronce en 2022, y una medalla de bronce en el Campeonato Europeo de 49er de 2023.
Participó en dos Juegos Olímpicos de Verano, ocupando el cuarto lugar en Tokio 2020 y el decimosegundo en París 2024, en la clase 49er FX.

## Trayectoria
Empezó a navegar en la clase Optimist a la edad de nueve años, en el Club Náutico El Arenal. En 2010 consiguió la medalla de bronce en el Campeonato Europeo Júnior de esa clase.
En 2015 se cambió a la clase 470, compitiendo al lado de Silvia Mas, y en agosto de ese año obtuvo la medalla de plata en el Campeonato Europeo Juvenil. Al año siguiente participó en el Campeonato Mundial Juvenil, consiguiendo la medalla de oro. En agosto de 2017 volvió a participar en el Campeonato Mundial Juvenil, donde repitió con Silvia Mas la medalla de oro que habían conseguido el año anterior.
En 2020 se coronó, junto con Támara Echegoyen, campeona del Mundial de 49er. En los Juegos Olímpicos de Tokio 2020 no pudo subir al podio al quedar en la cuarta posición, a tan solo un punto de la medalla de bronce. En 2022 consiguió la medalla de bronce en el Mundial de 49er, y en 2023 la medalla de bronce en el Europeo de 49er.
Estudió Medicina en la Universidad de Barcelona.

## Palmarés internacional
| \| Campeonato Mundial \| Campeonato Mundial \| Campeonato Mundial \| Campeonato Mundial \| \| Año \| Lugar \| Medalla \| Clase \| \| ------------------ \| -------------------------- \| ------------------ \| ------------------ \| \| 2020 \| Geelong (Australia) \| Medalla de oro \| 49er FX \| \| 2022 \| St. Margarets Bay (Canadá) \| Medalla de bronce \| 49er FX \| \| Campeonato Europeo \| \| \| \| \| Año \| Lugar \| Medalla \| Clase \| \| 2023 \| Vilamoura (Portugal) \| Medalla de bronce \| 49er FX \| |                            |                   |         |
| Campeonato Mundial |                            |                   |         |
| Año | Lugar                      | Medalla           | Clase   |
| 2020 | Geelong (Australia)        | Medalla de oro    | 49er FX |
| 2022 | St. Margarets Bay (Canadá) | Medalla de bronce | 49er FX |
| Campeonato Europeo |                            |                   |         |
| Año | Lugar                      | Medalla           | Clase   |
| 2023 | Vilamoura (Portugal)       | Medalla de bronce | 49er FX |